# Nueno
Nueno település Spanyolországban, Huesca tartományban. Nueno Sabiñánigo, Bierge, Casbas de Huesca, Loporzano, Huesca, Igriés, Banastás, La Sotonera, Arguis és Caldearenas községekkel határos. Lakosainak száma 568 fő (2024).

## Népesség
A település népessége az utóbbi években az alábbiak szerint változott:
| Lakosok száma | 290  | 423  | 492  | 555  | 559  | 558  | 553  | 537  | 587  | 568  |
|               | 2001 | 2004 | 2006 | 2009 | 2011 | 2014 | 2016 | 2019 | 2021 | 2024 |